# Velodrom Bubny
Velodrom Bubny je zaniklá cyklistická dráha v Praze-Bubnech, která se nacházela přibližně mezi Strossmayerovým náměstím, Vltavou a železniční dráhou.

## Historie
Cyklistická dráha v Holešovicích-Bubnech vznikla roku 1891 na pozemku strojírenské firmy Märky, Bromovský a Schulz. Byla dlouhá 440 metrů a měla zvýšené zatáčky ohrazené dřevěnou ohradou. Závody a tréninky se na ní konaly ještě roku 1903, ale brzy nato byla zrušena pro intenzivní stavební činnost v okolí.
Na pozemcích bývalé zahrady za panským dvorem vzniklo koncem 19. století hřiště a cyklistická závodní dráha, která byla později upravená na atletický ovál. Krátký čas zde také působil klub AC Sparta; jednalo se o jedno z prvních pražských atletických hřišť.
Roku 1908 byl na místě sportoviště postaven kostel sv. Antonína Paduánského.